# MyWiGo
MyWiGo fon una empresa valenciana de telèfons intel·ligents, fundada en 2013. En la dècada del 2010 va ser un nom destacat del sector de la telefonia mòbil a l'Estat Espanyol i es va convertir en l'empresa de telèfons intel·ligents lliures amb major creixement en 2013 i en 2014.
Acusada d'estafa en les prestacions de diversos dels seus terminals, la marca va acabar desapareixent a finals de la mateixa dècada.

## Història
L'origen de MyWiGo es troba en Cirkuit Planet, multinacional de components tecnològics amb presència en més de 90 països que va nàixer el 1999 amb en una àmplia xarxa de negoci distribuïda a Amèrica, Europa i Àsia i en nombrosos canals de distribució.
El 2013, després de la compra de l'empresa xinesa My World Group, Cirkuit Planet va decidir de llançar una nova marca de telèfons intel·ligents amb el nom comercial de MyWiGo. Als pocs mesos del seu llançament va aconseguir ser la marca de telefonia lliure amb major creixement en el sector repetint l'any 2014, en el qual va aconseguir superar amb escreix el resultat de l'any anterior col·locant-se a l'altura de les marques amb major tradició al mercat.
El 2015 la multinacional amb seu a València va anunciar el llançament del primer telèfon intel·ligent de gamma alta desenvolupat a Espanya, el MyWiGo V8. Aquell mateix any llançaren programari propi per als seus terminals. En l'àmbit publicitari, va patrocinar el València Basket, el Baloncesto Valladolid, i el Girona FC.
La companyia va rebre múltiples acusacions d'estafa i engany perquè les prestacions i especificacions dels seus productes eren realment inferiors a allò que s'anunciava, fet que MyWiGo va negar. Després de diversos anys sense cap novetat significativa, l'empresa sembla que va desaparèixer discretament i sense una data exacta cap a finals de la dècada de 2010.